# Gran Premio Città di Camaiore 1968
Il Gran Premio Città di Camaiore 1968, ventesima edizione della corsa, si svolse il 18 agosto 1968 su un percorso di 223 km, con partenza e arrivo a Camaiore. La vittoria fu appannaggio dell'italiano Giampiero Macchi, che completò il percorso in 5h40'00", alla media di 39,353 km/h, precedendo i connazionali Roberto Ballini e Pietro Campagnari.

## Ordine d'arrivo (Top 10)
| Pos. | Corridore         | Squadra        | Tempo    |
| ---- | ----------------- | -------------- | -------- |
| 1    | Giampiero Macchi  | Molteni        | 5h40'00" |
| 2    | Roberto Ballini   | Max Meyer      | s.t.     |
| 3    | Pietro Campagnari | Molteni        | s.t.     |
| 4    | Emilio Casalini   | Faema          | s.t.     |
| 5    | Guido De Rosso    | Faema          | s.t.     |
| 6    | Wladimiro Panizza | Pepsi Cola     | s.t.     |
| 7    | Lucillo Lievore   | Kelvinator     | s.t.     |
| 8    | Bruno Fantinato   | Max Meyer      | s.t.     |
| 9    | Primo Franchini   | Germanvox-Wega | s.t.     |
| 10   | Pietro Scandelli  | Faema          | s.t.     |